# 耀德站
耀德站（韓語：요덕역）是朝鮮民主主義人民共和國咸鏡南道耀德郡的一個鐵路車站，属于平罗线。

## 邻近车站
平罗线
雲谷站 - 耀德站 - 土岭站